# Makalu

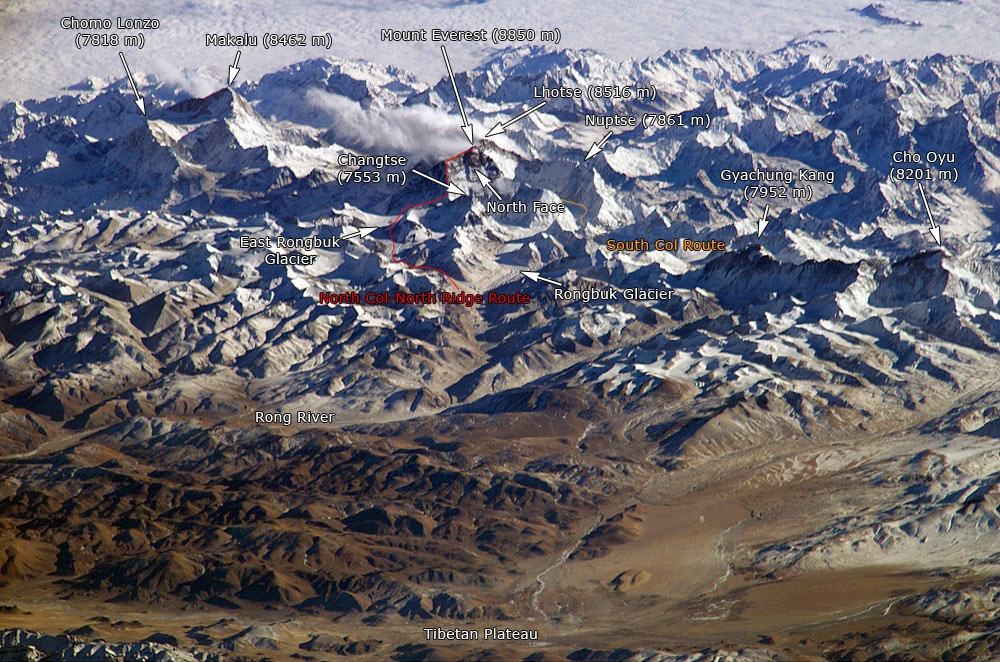
Makalu ligger 22 km öster om Everest.

Makalu är världens femte högsta berg, det är 8 462 meter högt. Berget ligger i Himalaya 22 kilometer öster om Mount Everest, på gränsen mellan Nepal och Tibet. Makalu är isolerat och utgörs av en fyrasidig pyramid. Makalu har även två mindre toppar förutom huvudtoppen. Deras namn är Kangchungtse (7 678 meter, 3 kilometer nord-nordväst om huvudtoppen) och Chomo Lonzo (7 818 meter, nord-nordöst om huvudtoppen).
Det första försöket att bestiga Makalu gjordes av en amerikansk expedition ledd av W. Siri våren 1954. De försökte via den södra kammen och nådde 7 100 meter. Ett nyzeeländskt team bestående av Sir Edmund Hillary var verksam vid samma tidpunkt men kom aldrig nämnvärt högt på grund av skada och sjukdom. Hösten 1954 gjorde en fransk expedition den första bestigningen av den mindre toppen Kangchungtse 
Makalus huvudtopp nåddes först den 15 maj 1955 av Lionel Terray, Jean Franco och Jean Couzy. Samma team som året innan nådde en av bergets mindre toppar. Dagen efter nådde Franco, G. Magnone och Sirdar Gyaltsen Norbu toppen, följd av Bouvier, S. Coupe, Leroux och A. Vialatte den 17 maj. Det franska teamet besteg Makalu via nordsidan och nordöstra kammen, via "sadeln" mellan Makalu och Kangchungtse.
Den sydöstra kammen bestegs den 23 maj 1970 av japanerna Y. Ozaki och A. Tanaka, och västerifrån i maj 1971 av fransmännen B. Mellet och Y. Seigneur.
Den 27 januari 2006 försvann den franske bergsklättraren Jean-Christophe Lafaille på Makalu när han försökte göra den första vinterbestigningen.
Tre år efter Lafailles försök att göra den första vinterbestigningen når Denis Urubko och Simone Moro som första människor toppen vintertid den 10 februari 2009
Makalu är ett av de mest krävande bergen över 8000 meter, och räknas som ett av världens svåraste berg att bestiga. Berget är ökänt för sina mycket branta klippväggar och knivskarpa bergsryggar. Den sista etappen på bestigningen av Makalu involverar tekniskt avancerad klättring på berg och is. 